# Gmina Wyszki
Die Gmina Wyszki (litauisch Viškų valsčius) ist eine Landgemeinde Wyszki im Powiat Bielski der Woiwodschaft Podlachien in Polen. Ihr Sitz ist das gleichnamige Dorf.

## Gliederung
Die Gemeinde befindet sich nordwestlich von der Kreisstadt Bielsk Podlaski. Den Norden des Gemeindegebietes mit dem Ort Strabla durchzieht der Narew.

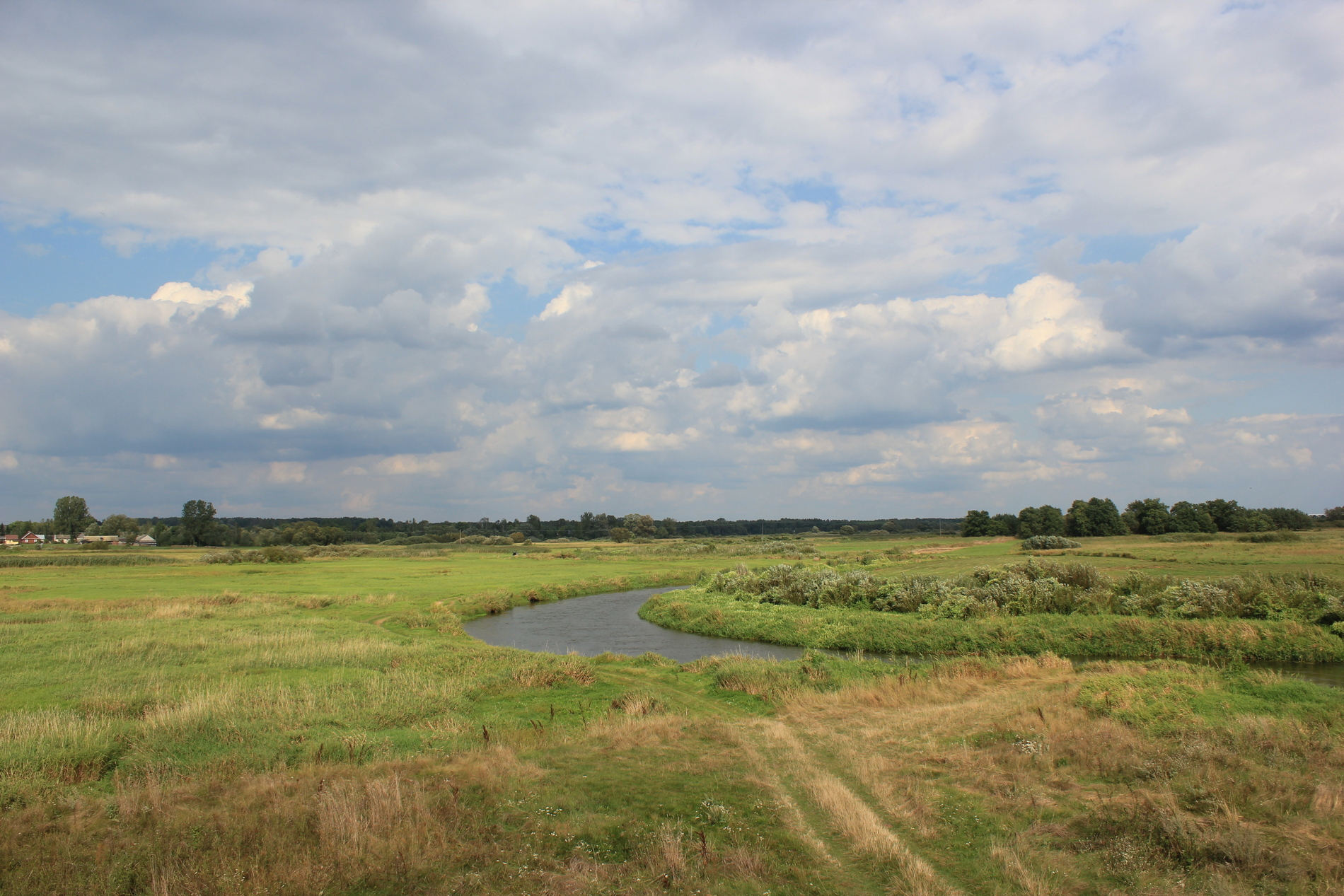
Der Narew im Dorf Strabla

Zur Landgemeinde gehören folgende Ortsteile mit einem Schulzenamt:
Bagińskie
Budlewo
Bujnowo
Falki
Filipy
Gawiny
Godzieby
Górskie
Ignatki
Koćmiery
Kowale
Kożuszki
Łapcie
Łuczaje
Malesze
Mierzwin Duży
Mierzwin Mały
Mieszuki
Moskwin
Mulawicze
Niewino Borowe
Niewino Kamieńskie
Niewino Leśne
Niewino Popławskie
Niewino Stare
Olszanica
Osówka
Pulsze
Samułki Duże
Samułki Małe
Sasiny
Sieśki
Stacewicze
Strabla
Szczepany
Szpaki
Topczewo
Trzeszczkowo
Tworki
Warpechy Stare
Warpechy Nowe
Wodźki
Wólka Pietkowska
Wólka Zaleska
Wypychy
Wyszki
Zakrzewo
Zalesie
Weitere Ortschaften der Gemeinde sind
Bogusze
Kalinówka
Kamienny Dwór
Krupice
Łubice
Łyse
Nowe Bagińskie
Ostrówek
Pierzchały
Pulsze-Gajówka
Stare Bagińskie
Warpechy Nowe
Wiktorzyn
Zdrojki